# Кристофър Паолини
Кристофър Паолини (на английски: Christopher Paolini) е американски писател, живее в Парадайз Вали, Монтана, където пише и първата книга от поредицата „Наследството“ – Ерагон.

## Биография
Кристофър Паолини е роден на 17 ноември 1983 г. в семейството на Кенет Паолини и Талита Ходжкинсън. Израства заедно със сестра си Анджела, като и двете деца се обучават вкъщи от своите родители. Паолини завършва училище на 15 години, а след това започва работа над бъдещите книги „Ерагон“ и „Първородният“, и двете развиващи се в кралство Алагезия. Това му отнема една година, а след още една той успява да редактира книгата.

## Поредица „Наследството“

### Ерагон
Първото издание на Ерагон излиза през февруари 2002 г. чрез семейното издателство „Паолини Интернешънъл“. Отначало се продава само в техния град Парадайз Вали, Монтана, но Кристофър започва да обикаля щата, преоблечен в средновековен костюм. Той успява да обходи около 135 училища и библиотеки, четейки и обяснявайки творбата си. Сестрата на Кристофър Анджела създава рисунката, която е корица на първото издание на Ерагон. Тя също рисува и картата, която се помещава на първите страници.
Интересът бързо расте, а заедно с него и популярност на книгата, и скоро хиляди деца заживяват с историята на бедния селски момък и неговия дракон.
Но големият успех тепърва предстои. По време на една от своите обиколки Кристофър изнася реч в училището на доведения син на Карл Хейсън. Момчето говори с баща си и той показва книгата на своя издател Алфред Кнопф и през август 2003 „Рандъм Хаус“ (Random House) публикува второто издание на книгата.
Правата за екранизацията на Ерагон са закупени от „Туенти Сенчъри Фокс“ (20th Century Fox). Неговата световна премиера е на 15 декември 2006 г.

### Другите книги от „Наследството“
През 2005 година „Рандъм Хаус“ (Random House) издава и втората книга от трилогията - Елдест (или Първородният), която излиза на българския пазар през месец март 2007 г.
Третата книга получи заглавието си „Брисингр“ („Огън“ от елфическия език). Паолини разделя третата си книга на две части . Книгата вече е излязла на пазара на английски и на български език от издателска къща Хермес.

## Влияние
Влияние върху творбите на Паолини има най-вече природата. В едно интервю Паолини изтъква, че Парадайз Вали е един от неговите „основните източници на вдъхновение“, а в специалното обръщение към българските читатели Паолини обяснява, че влияние върху него са имали и българските митове, легенди и народни приказки. Върху работата на Паолини влияят също и творбите на Дж. Толкин (J.R.R. Tolkien) и епичната поема Беовулф(Beowulf). В „Ерагон“ Паолини описва елфите като атеисти и вегетарианци. На въпроса дали и той не е вегетарианец, той отвръща: „Не, не съм вегетарианец, въпреки че клоня в тази посока.“

## Произведения

### Серия „Наследството“ (Inheritance)
1. Ерагон, Eragon (2003)
2. Първородният, Eldest (2005)
3. Бризингър, Brisingr (2008)
4. Наследството, Inheritance (2011)

#### Документалистика
- Eragon's Guide to Alagaesia (2009)